# Ботмерсдорф
Ботмерсдорф (нем. Bottmersdorf) — коммуна в Германии, в земле Саксония-Анхальт. 
Входит в состав района Бёрде. Подчиняется управлению „Бёрде“ Ванцлебен.  Население составляет 728 человек (на 31 декабря 2006 года). Занимает площадь 15 км². Официальный код  —  15 3 55 010.